# Třebětice u Dačic
Třebětice (deutsch Triebetitz) ist eine Gemeinde in Tschechien. Sie befindet sich fünf Kilometer nordwestlich von Jemnice und gehört zum Okres Jindřichův Hradec. Die Gemeinde hat knapp 300 Einwohner.

## Geographie
Das mährische Dorf Třebětice liegt im Tal des Třebětický potok im Süden der Böhmisch-Mährischen Höhe. Westlich erhebt sich der 607 m hohe Třebětický vrch.
Nachbarorte sind Manešovice im Norden, Louka im Osten, Podolí und Jemnice im Südosten, Pálovice im Süden, Ostojkovice im Südwesten, Chlumec im Westen sowie Borek und Dobrohošť im Nordwesten.

## Geschichte
Erstmals urkundlich erwähnt wurde das Dorf im Jahre 1356 im Zusammenhang mit Rudolf und Smil von Třebětice. Besitzer des Dorfes waren verschiedene regionale Landadelige und 1375 erhielt es Jobst von Mähren. Im 15. Jahrhundert gelangte Třebětice an die Herren von Maires. Nach dem Verkauf durch die Brüder Hynko und Ulrich von Maires kam das Dorf einschließlich des wüsten Hofes Manšov 1481 zu den Besitzungen der Herren von Zwole und Goldenstein. 1542 kaufte Václav Chroustenský von Malovar die Feste Třebětice mit den zugehörigen Dörfern Třebětice, Vesce, Újezd, Lesonice sowie einen Teil von Loukovice. Nachdem Wolf Kraiger von Kraigk 1547 Feste und Dorf Třebětice erworben hatte, schlug er es der Herrschaft Dačice zu, bei der es bis zur Aufhebung der Patrimonialherrschaften im Jahre 1848 verblieb.

## Gemeindegliederung
Für die Gemeinde Třebětice sind keine Ortsteile ausgewiesen.

## Sehenswürdigkeiten

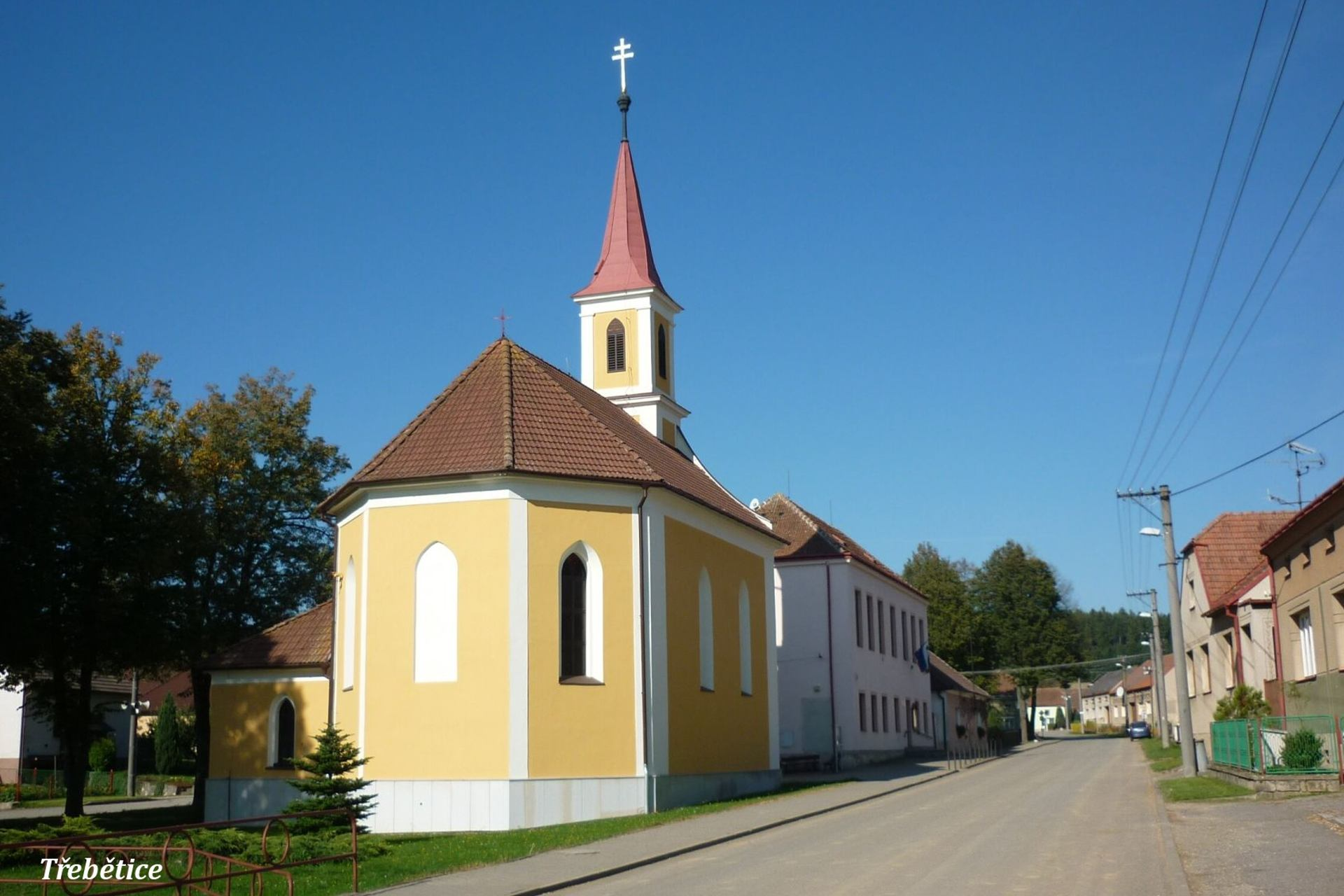
Kirche des Hl. Wenzel

- Kirche des Hl. Wenzel, erbaut 1854
- Pallavicini-Mausoleum bei Louka, spätklassizistischer Bau aus dem Jahre 1902